# Bojan Kovačević
Bojan Kovačević (Užice, 22 de mayo de 2004) es un futbolista serbio que juega como defensa central en el Cádiz Club de Fútbol de la Segunda División de España.

## Trayectoria
Kovačević nació en Užice y es un jugador formado en las categorías inferiores del FK Partizan hasta 2019, cuando firmó por el FK Čukarički Belgrado.
En junio de 2021 firmó su primer contrato profesional con el FK Čukarički Belgrado, con el que disputó la Superliga serbia y la UEFA Conference League y en la temporada siguiente firmó una renovación por cuatro años.
El 13 de febrero de 2024, regresa al FK Partizan, con el que llegó a participar en la fase previa de la UEFA Champions League.
El 26 de agosto de 2024, Kovačević fue cedido al Cádiz Club de Fútbol de la Segunda División de España.

### Internacional
Es internacional con la Sub-17, Sub-18, Sub-19 y Sub-21 de Serbia.

## Clubes
| Club                          | País   | Año       | Partidos | Goles |
| ----------------------------- | ------ | --------- | -------- | ----- |
| FK Čukarički Belgrado         | Serbia | 2021-2024 | 34       | 1     |
| FK Partizan                   | Serbia | 2024-act. | 15       | 1     |
| Cádiz Club de Fútbol (cedido) | España | 2024-act. | 0        | 0     |